# Tylisos
Tylisos (in greco Τύλισος?, noto anche come Pyrgos Tylissos, Tylissos, Tylissus, Tilissos) è un ex comune della Grecia nella periferia di Creta (unità periferica di Candia) con 3 941 abitanti secondo i dati del censimento 2001.
È stato soppresso a seguito della riforma amministrativa, detta Programma Callicrate, in vigore dal gennaio 2011 ed è ora compreso nel comune di Malevizi.
Dista da Iraklio circa 15 km. Fanno parte del comune alcuni pittoreschi paesini come Kamari, Keramoutsi, Gonies.